# Чистець пухнастий
Чистець пухнастий (Stachys pubescens) — вид рослин з родини глухокропивових (Lamiaceae), поширений у південній Європі та західній Азії.

## Опис
Багаторічна трав'яниста рослина 20–40 см завдовжки. Нижні листки подовжено-яйцеподібні або широко-довгасті, біля основи округлі або косо зрізані, зверху голі. Квітки світло-жовті, одноколірні.

## Поширення
Вид поширений в Італії, колишній Югославії, Україні й західній Азії: Туреччина, Вірменія, Грузія, Азербайджан.
В Україні вид зростає на сухих схилах — у передгір'ях Криму (околиці Севастополя), на ПБК (сел. Карасан), дуже рідко.